# Cophinia
Cophinia is een geslacht van uitgestorven kreeftachtigen uit de klasse van de Ostracoda (mosselkreeftjes).

## Soorten
- Cophinia alleniensis Ballent, 1980 †
- Cophinia apiformis (Reyment, 1960) Apostolescu, 1961 †
- Cophinia incisa Apostolescu, 1963 †
- Cophinia ovata Apostolescu, 1963 †
- Cophinia pulvinata Apostolescu, 1963 †